# Хванун
Хванун (кор. 환웅?, 桓雄?) — важная фигура в мифологии корейцев. Играет центральную роль в мифе о Тангуне Вангоме (단군왕검, 檀君王儉), по легенде основавшем Кочосон, первое корейское государство.
Хванун был сыном Хванина (환인, 桓因), «Царя Небес» (имя также присутствует в индийских буддийских текстах). Хванун хотел жить на Земле, среди долин и гор. Хванин разрешил Хвануну и трём тысячам его последователей спуститься на гору Пэктусан, где Хванун основал Синси (신시, 神市, «Божий Град»). Также он назначил повелителей облаков, дождя и ветра, придумал законы и учил людей ремёслам, медицине и сельскому хозяйству.
В пещере жили тигр и медведица, молившие Хвануна дать им человеческий облик. Услышав их молитвы, Хванун дал им по 20 долек чеснока и стебельку полыни, наказав есть только эту еду в течение 100 дней и не выходить на солнечный свет. Через три недели тигр нарушил запрет, а медведица осталась, и была превращена в женщину.
Женщина-медведица, Уннё (웅녀, 熊女) хотела выйти замуж и забеременеть. Хванун взял её в жёны, после чего Уннё родила ему сына, которого назвали Тангун.